# Kulturheros
Als Kulturheros wird in der Religionswissenschaft ein menschlicher Held oder eine Gottheit bezeichnet, der die Erfindung bzw. Übermittlung einer der wesentlichen Kulturtechniken (Feuer, Ackerbau, Metallbearbeitung, Städtebau, Heilkunde und Ähnliches) zugeschrieben wird. 

## Erscheinungsformen und Beispiele
Häufig erscheint der Kulturheros als Gegenspieler der Götter, vor allem dann, wenn die Technik nicht erfunden wird, sondern den Göttern ein eifersüchtig gehütetes Wissen entwendet wird. Beispiele dafür sind Prometheus aus der griechischen Mythologie, Gilgamesch aus der altbabylonischen Mythologie sowie der von den Māori verehrte Māui, die den Göttern das Feuer stahlen und es zu den Menschen brachten. Im Kalevala tragen Ilmarinen (der Schmied) und Väinämöinen (der Erfinder der Kantele) Züge von Kulturheroen. In vielen ethnischen Religionen spielen Kulturheroen eine wichtige Rolle; hier zeigen sie zum Teil Wesenszüge von Schamanen. 
Vor allem dann, wenn er als listenreicher Dieb und Betrüger in wechselnder Gestalt erscheint, weist der Kulturheros Züge des Tricksters, des göttlichen Schelms, auf. Oft handelt es sich dabei um Mischwesen aus dem Bereich zwischen Göttern, Menschen, Tieren und Geistern.

## Erweiterter Gebrauch des Begriffs
Im erweiterten Sinne benutzt den Begriff Geert Hofstede in seinem Zwiebelschalenmodell (cultural onion) der Kultur, wenn er sagt, dass jede Kultur ihre Kulturheroen besitze. Das können Gründungsväter, Verfassungsgeber, aber auch herausragende Unternehmensgründer und in jüngerer Zeit auch Medienstars sein. Diesen Kulturheroen fehlt jedoch die Ambivalenz der alten mythischen Kulturhelden; sie werden meist uneingeschränkt verehrt und besitzen einen hohen sozialen Status. In neuer Zeit entwickelten mehr oder weniger unzuverlässige Überlieferungen über historische Personen eine mediale Eigendynamik und erfuhren eine Umwertung. So wurde der durch Bram Stoker popularisierte Mythos von Dracula unter Nicolae Ceaușescu zum Vorläufer des Diktators und rumänischen Kulturheros stilisiert.